# Matteo Angelo Galdi
Matteo Angelo Galdi (Pellezzano, 5 ottobre 1765 – Napoli, 31 ottobre 1821) è stato un politico, giurista, pedagogo, scrittore, patriota e militare italiano, prese temporaneamente la cittadinanza francese nel 1795.
Fu Ministro della Pubblica Istruzione del Regno di Napoli e poi Presidente del Parlamento delle Due Sicilie.

## Biografia
Nato a Coperchia, frazione del comune di Pellezzano, nel Salernitano, figlio minore di Pasquale Galdo e di Eugenia Fiore, mutò il cognome in Galdi e talvolta, forse per ragioni politiche, omise il nome Angelo, firmandosi  Matteo Galdi. La famiglia si trasferì a Salerno, dove il padre morì nel 1783.  A Napoli Matteo Angelo Galdi frequentò i corsi di Legge, dal 1785 al 1787, ma senza prendere la laurea, e fu iniziato alla nuova dottrina fisiocratica che si basava sul pensiero del medico ed economista François Quesnay. Subì l'influenza del giurista e filosofo  Francesco Mario Pagano - occupava all'Università di Napoli la cattedra di Diritto criminale - e di Gaetano Filangieri: due esponenti dell'Illuminismo italiano che si ispiravano a dottrine egualitarie francesi.

### Primi scritti e prime esperienze rivoluzionarie
Il suo primo opuscolo,  Del commercio dei negri, fu edito da Il Magazzino enciclopedico salernitano nel 1789. Al re Ferdinando IV di Napoli Galdi dedicò Analisi ragionata del Codice Ferdinandino per la popolazione di San Leucio (Napoli 1790), in cui proponeva innovazioni legislative per questa popolazione, addetta in gran parte all'industria di tessitura della seta.
Il cauto riformismo a Napoli, ma ancor più le notizie sulla Rivoluzione francese, ebbero l'effetto di radicalizzare alcuni intellettuali napoletani, che diedero vita ai clubs "Libertà o morte" e "Repubblica o morte". A marzo 1794 fu represso un tentativo di congiura: i capi della rivolta furono uccisi e altri aderenti condannati a pene pecuniarie. Matteo Angelo Galdi, dopo la lieve condanna pecuniaria, andò in esilio in Francia, a Tolone, dove forse conobbe Napoleone Bonaparte. Prese la cittadinanza francese nel 1795 e si arruolò nell'Armata d'Italia, dove ebbe il grado di capitano. Tornato in Italia, a Oneglia collaborò con il rivoluzionario Filippo Buonarroti alla realizzazione di un sistema politico-sociale rivoluzionario, il primo esperimento del genere in Italia, operando nelle vesti di giudice criminale.

### Gli anni milanesi
A Milano Matteo Angelo Galdi fu assunto come segretario e traduttore di Louis Baraguey d'Hilliers, luogotenente del Bonaparte. Raccolse in volume le sue Effemeridi repubblicane (1796) - già attribuite a Melchiorre Gioia - e pubblicò Necessità di stabilire una repubblica in Italia e Discorso sui rapporti politico-economici dell'Italia libera con la Francia e col resto d'Europa, opuscolo tradotto in francese, in cui Galdi prevedeva di allargare la rivoluzione agli altri Stati italiani: una Repubblica italiana unitaria si sarebbe certamente alleata con la Francia, sul piano commerciale e su quello strategico-militare, togliendo all'Inghilterra il controllo del Mediterraneo. Il 30 novembre 1797 sposò Giuditta Salvatori, dalla quale ebbe tre figlie: Clelia, Eugenia e Virginia.
Dopo la manifestazione di protesta del 24 novembre 1796, in piazza Duomo, Galdi fu imprigionato e poi rilasciato, grazie  a suoi articoli apparsi sul Termometro politico, sul Giornale senza titolo e sul Giornale dei patrioti d'Italia, da lui fondato e redatto da solo, tra il 24 maggio e il 27 novembre 1797, quando fu soppresso. Pubblicò Dei rapporti politico-economici fra le Nazioni libere (1797), in cui tratteggiava una Società internazionale  federalistica e basata sul libero scambio. In campo pedagogico, scrisse il Saggio d'istruzione pubblica rivoluzionaria (1798). Ebbe incarichi politici nella Società di pubblica istruzione e nel Circolo costituzionale di Milano.
Per il colpo di Stato operato dall'ambasciatore francese François Rivaud du Vignaud, inviato dal Direttorio nel 1798 con l'incarico di formare un governo cisalpino moderato, Galdi, con altri giacobini, fu improgionato al Castello Sforzesco. Altre sue opere di questo periodo: Dell'abolizione de' fedecommessi, Milano 1797; Per lo stabilimento della Repubblica Italiana, Milano 1797; Progetto di Costituzione elvetica con le riflessioni critiche, Milano 1798; Delle vicende e della rigenerazione dei teatri, Milano 1798.

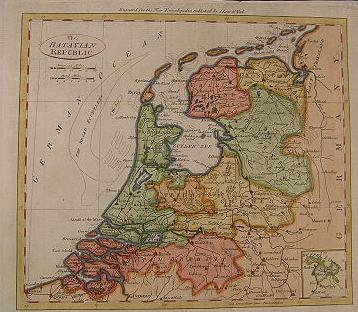
Republica Batava nel 1802

### Galdi ambasciatore
Liberato, Galdi fu nominato agente (cioè ambasciatore) della Repubblica Cisalpina presso la Repubblica Batava, i cui confini corrispondevano circa all'Olanda. Vi rimase fino ad aprile 1808, mutato l'incarico in agente del Regno d'Italia. Scrisse Quadro politico delle rivoluzioni delle Provincie Unite e della Repubblica Batava e dello stato attuale del Regno d'Olanda (1809), una sintesi di idee storiche, politiche, legislative, geografiche, letterarie, etniche ed economiche.  Divenne socio corrispondente dell'Istituto olandese di lettere ed arti. Pubblicò Saggio sul commercio d'Olanda, Milano 1808.

### Gli anni napoletani
Tornato in Italia, a maggio 1808 ottenne a Milano una pensione annua. Con una lettera del re d'Olanda Luigi Bonaparte per il re di Napoli Gioacchino Murat, tornò a Napoli, dove nel 1809 ebbe la presidenza dell'Istituto d'incoraggiamento alle scienze naturali, della Società Pontiniana e divenne membro della Commissione di statistica e intendente della Provincia del Molise. Nel 1810, nominato intendente della Provincia di Calabria Citeriore, adattò un territorio completamente abbandonato alla coltura intensiva del cotone. Nell'ottobre 1810 il re lo nominò commissario per la divisione delle terre demaniali di Calabria Citeriore.

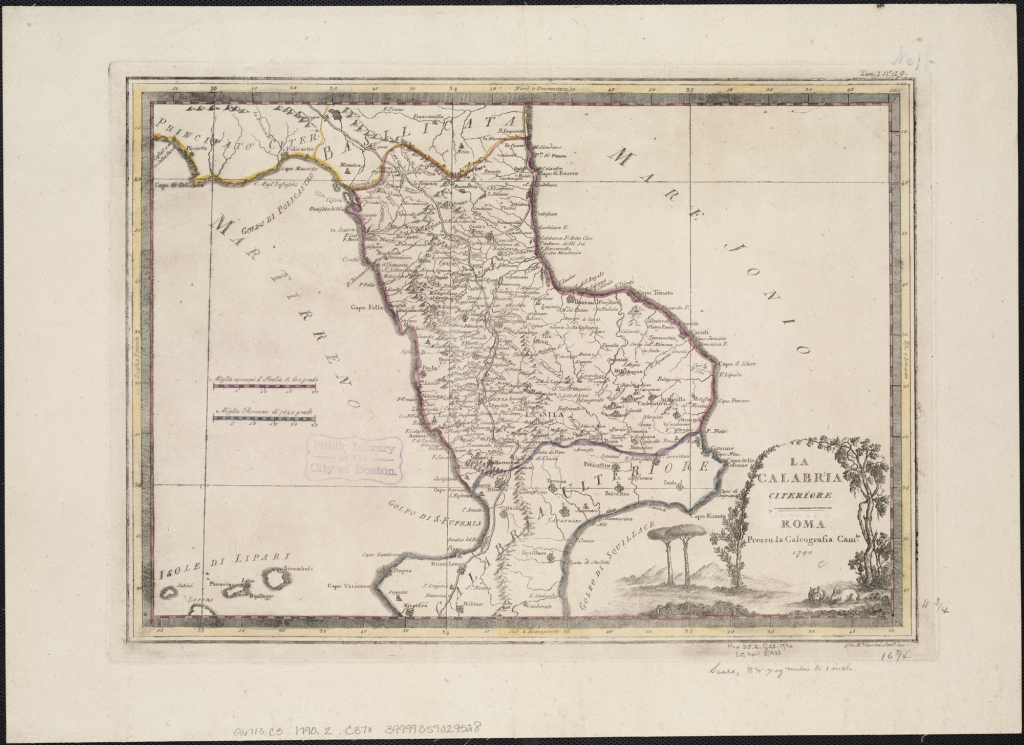
La Calabria citeriore alla fine del Settecento

S'interessò ancora di pedagogia: in Pensieri sull'istruzione pubblica, relativamente al Regno delle Due Sicilie (1809), diffondeva la certezza che una mentalità civica dipendesse da una moderna riorganizzazione del sistema scolastico. Riprendeva anche le idee riformatrici e antigesuitiche di Tanucci, battendosi contro le scuole private, che dovevano essere supervisionate dallo Stato. Affermava la libertà di culto e immaginava scuole primarie ed elementari  gratuite e diffuse sul territorio. Per gli insegnamenti universitari e per le scuole speciali, egli indicava materie e programmi di studio e tecniche di didattica; sceglieva libri di testo, stabiliva numero e formazione dei docenti, orario e calendario scolastico, infine si occupava di edilizia scolastica e d'igiene nelle scuole. L'istruzione universitaria per lui doveva essere impartita in due sedi: a Palermo e a Napoli. Quattro le facoltà  - lettere, filosofia, giurisprudenza, medicina - con ventisei cattedre. Tra gli insegnamenti, prevedeva anche lingue orientali, antiche e moderne, in linea con l'espansione dell'Italia nel Mediterraneo e contro il monopolio marittimo - politico e commerciale - dell'Inghilterra.
Quando Gioacchino Murat gli affidò, nel 1812, la direzione generale della Pubblica Istruzione, Galdi poté realizzare le sue riforme scolastiche che rimasero immutate, fino al 1860. Nel 1812 ebbe anche la nomina a membro della Commissione per l'esame dei lavori dei Consigli provinciali. Nel 1815 ottenne il titolo di barone. Scrisse un Rapporto a s.e. il ministro dell'Interno sullo stato attuale dell'istruzione pubblica nel Regno di Napoli, Napoli 1815.
Il re Ferdinando I delle Due Sicilie nel 1815 lo nominò presidente della Giunta superiore d'Istruzione pubblica e nel 1819 direttore della Biblioteca dell'Università degli studi di Napoli. Nel luglio 1820 il re fu costretto a giurare la Costituzione e Galdi fu eletto prima deputato, poi presidente del Parlamento. Pronunciò alcuni discorsi e organizzò i lavori delle commissioni. Gli Austriaci entrarono a Napoli a marzo 1821, interrompendo questa breve fase politica e istituzionale.
Il 31 ottobre dello stesso anno morì all'età di 56 anni.
Nella Galleria dei Presidenti di Palazzo Montecitorio, progettata da Ernesto Basile, sono collocate le effigie e i ritratti della storia parlamentare dell'Italia, inclusi gli eletti delle esperienze parlamentari degli Stati pre-unitari: il volto di Galdi, da primo presidente del Parlamento delle Due Sicilie nel 1820 e nel 1821, è stato collocato nel 2020 a inizio della Collezione per il Bicentenario della prima seduta del primo Parlamento pre-unitario, accanto ai ritratti dei Presidenti della Camera dei deputati.

### Riedizione commentata di suoi scritti
- Delio Cantimori (a cura di), Giacobini italiani, Bari, Laterza, 1956, vol I, pp. 439-443, SBN RAV0201392.[2]
- Delio Cantimori, Renzo De Felice (a cura di), Giacobini italiani, Bari, Laterza, 1964, vol. II, pp. 535-537, SBN RAV0201392.[3]